# 格羅格酒 (維德角)

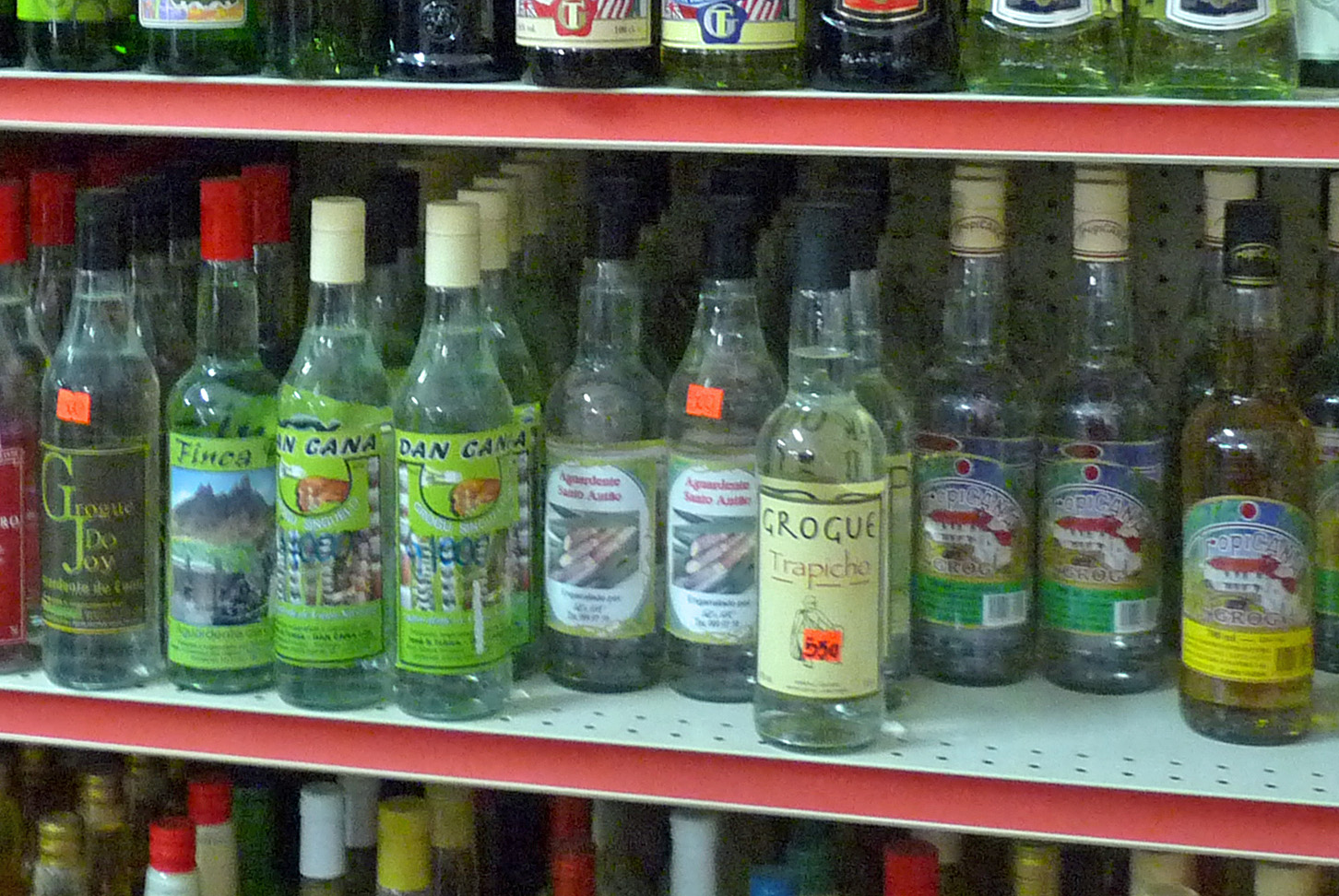
格羅格酒

格羅格酒（Grogue，也稱為Grogu或 Grogo）是一種由甘蔗蒸餾而成的蘭姆酒，酒精度為40%，被稱作佛得角的国酒。最大的產區為聖安唐島，因80%以上的甘蔗產自這裡的農地。格羅格酒通常在小型酿酒厂制作，可以根据地区喜好加入各种草药或水果调味。